# Earnshaw-Theorem
Das Earnshaw-Theorem ist ein Lehrsatz in der Elektrodynamik. Es besagt, dass es kein statisches Magnet- oder elektrisches Feld ohne Quelle gibt, das Objekte in einem stabilen Gleichgewicht halten kann. Es ist benannt nach Samuel Earnshaw, der es 1842 bewies.

## Erklärung
Ein Punkt, an dem ein Probekörper eine stabile Gleichgewichtslage annehmen soll, muss ein Minimum des Potentials sein. Wird der Probekörper aus diesem Minimum wegbewegt, so kostet dies Arbeit. Anschaulich wirkt auf den Probekörper eine rücktreibende Kraft zum Minimum hin.
Die Aussage des Theorems lässt sich direkt aus den Maxwell-Gleichungen folgern. Im quellenfreien Raum ist für ein magnetisches und elektrisches Feld, sowie auch für das Gravitationsfeld und andere {\displaystyle {\tfrac {1}{r^{2}}}}-Felder, die Divergenz gleich 0. Bei überall verschwindender Divergenz gibt es aber bestenfalls Sattelpunkte. Daher gibt es mindestens eine Richtung, in welche der Probekörper keine rücktreibende Kraft erfährt. Auch bei einer beliebig kleinen Auslenkung in diese Richtung wird der Probekörper nicht mehr zum Sattelpunkt zurückkehren.
Als empirische Bestätigung des Theorems galt die Unmöglichkeit, nur mit Dauermagneten stabil schwebende Konstruktionen zu erstellen. Für die magnetische Levitation benötigt man aktiv geregelte, dynamische Felder. Allerdings zeigte 1939 Werner Braunbek – entgegen dem Earnshaw-Theorem –, dass es Magnetfelder gibt, in denen diamagnetische Körper in stabiler Lage schweben könne.

## Beweise

### Beweis 1
Das Theorem kann mit Hilfe mehrdimensionaler Funktionsanalysis gezeigt werden. Sei dazu {\displaystyle \varphi (\mathbf {r} )} das elektrische Potential. Notwendige Bedingung für ein Extremum im Punkt {\displaystyle \mathbf {r_{0}} } ist, dass {\displaystyle \nabla \varphi (\mathbf {r} )|_{\mathbf {r_{0}} }=0} ist. Eine weitere notwendige Bedingung für ein Extremum ist, dass die Hesse-Matrix {\displaystyle H} im Punkt {\displaystyle \mathbf {r_{0}} } nicht indefinit ist. Weiterhin wird gefordert, dass nicht alle Eigenwerte {\displaystyle E_{i}=0} sind, da sonst ein Sattelpunkt vorliegt. Zudem soll in einer Epsilonumgebung des Extremums keine Ladung vorhanden sein, denn es geht ja um ein allein durch elektrostatische Felder erreichtes stabiles Gleichgewicht.
{\displaystyle H(\varphi (r))|_{\mathbf {r_{0}} }=\left.{\begin{pmatrix}\partial _{x}^{2}\varphi &\partial _{x}\partial _{y}\varphi &\partial _{x}\partial _{z}\varphi \\\partial _{x}\partial _{y}\varphi &\partial _{y}^{2}\varphi &\partial _{z}\partial _{y}\varphi \\\partial _{x}\partial _{z}\varphi &\partial _{y}\partial _{z}\varphi &\partial _{z}^{2}\varphi \end{pmatrix}}\right|_{\mathbf {r_{0}} }}
Unter Verwendung von linearer Algebra und der Maxwell-Gleichungen, mit Ladungsfreiheit folgt aus {\displaystyle H(\varphi (r))|_{\mathbf {r_{0}} }=0} dass
{\displaystyle \sum _{i}E_{i}={\text{Spur}}(H|_{\mathbf {r_{0}} })=\Delta \varphi |_{\mathbf {r_{0}} }=0.}
Daraus folgt, dass, wenn nicht alle Eigenwerte gleich null sind, die Hesse-Matrix indefinit ist und somit kein Extremum vorliegen kann.

### Beweis 2 (Beweis durch Widerspruch)
Satz:
Erfüllt eine Potentialfunktion {\displaystyle U(\mathbf {r} )} in einem Raumgebiet {\displaystyle V\subseteq \mathbb {R} ^{3}} die Laplace-Bedingung {\displaystyle \nabla ^{2}U\leq 0}, so existiert in diesem Raumgebiet {\displaystyle V} keine stabile Ruhelage.
Beweis:
Wir nehmen an, dass der Punkt {\displaystyle \mathbf {r} _{\mathrm {eq} }} eine stabile Ruhelage in einem Potentialfeld {\displaystyle U(\mathbf {r} )} ist und dass {\displaystyle U(\mathbf {r} )} im Raumgebiet {\displaystyle V_{\mathrm {eq} }\subseteq \mathbb {R} ^{3}} um die Ruhelage {\displaystyle \mathbf {r} _{\mathrm {eq} }\in V_{\mathrm {eq} }}die Laplace-Bedingung {\displaystyle \nabla ^{2}U\leq 0} erfüllt. Die erste notwendige Bedingung für eine stabile Ruhelage ist, dass im Punkt {\displaystyle \mathbf {r} _{\mathrm {eq} }} die Kraft, welche dem negativen Gradienten des Potentialfeldes entspricht, verschwindet:
{\displaystyle -\left.\nabla U\right|_{\mathbf {r} =\mathbf {r} _{\mathrm {eq} }}=\mathbf {F} (\mathbf {r} _{\mathrm {eq} })=\mathbf {0} }    [notwendige Bedingung 1]
(Im Gegensatz dazu würde das System vom Punkt {\displaystyle \mathbf {r} _{\mathrm {eq} }} weg beschleunigt werden, falls eine von null verschiedene Kraft am Punkt {\displaystyle \mathbf {r} _{\mathrm {eq} }} existieren würde. Dadurch wäre {\displaystyle \mathbf {r} _{\mathrm {eq} }} keine stabile Ruhelage.) Eine zweite notwendige Bedingung folgt aus der Überlegung, dass falls das System in eine beliebige Richtung {\displaystyle {\hat {\mathbf {u} }}} um eine kleine Verschiebung {\displaystyle s} aus der Ruhelage {\displaystyle \mathbf {r} _{\mathrm {eq} }} bewegt wird, so muss für jede beliebige Richtung {\displaystyle {\hat {\mathbf {u} }}} stets eine rücktreibende Kraft zur Ruhelage {\displaystyle \mathbf {r} _{\mathrm {eq} }} hin existieren, welche das System wieder im Punkt {\displaystyle \mathbf {r} _{\mathrm {eq} }} stabilisiert. Definieren wir also eine kleine Hüllenfläche {\displaystyle \partial V_{\mathrm {eq} }}, welche die Ruhelage {\displaystyle \mathbf {r} _{\mathrm {eq} }} umschließt, so muss das Flussintegral der Kraft {\displaystyle \mathbf {F} (\mathbf {r} )} über die Hülle {\displaystyle \partial V_{\mathrm {eq} }} kleiner null sein:
{\displaystyle \oint _{\partial V_{\mathrm {eq} }}\mathbf {F} (\mathbf {r} )\cdot d\mathbf {S} <0}  [notwendige Bedingung 2]
(Mit anderen Worten: Falls {\displaystyle \mathbf {r} _{\mathrm {eq} }} eine Ruhelage im Potentialfeld {\displaystyle U(\mathbf {r} )} ist, so ist {\displaystyle \mathbf {r} _{\mathrm {eq} }} eine Senke für den Kraftfluss, bzw., der Kraftfluss in der nahen Umgebung von {\displaystyle \mathbf {r} _{\mathrm {eq} }}, ist zu {\displaystyle \mathbf {r} _{\mathrm {eq} }} hin gerichtet.)
Unter Verwendung der Beziehung {\displaystyle \mathbf {F} (\mathbf {r} )=-\nabla U} und des Gauß’schen Integralsatzes findet sich die äquivalente Formulierung:
{\displaystyle \int _{V_{\mathrm {eq} }}\nabla ^{2}U\;d^{3}r>0}  [notwendige Bedingung 2]
wobei {\displaystyle V_{\mathrm {eq} }} das von der Hüllenfläche {\displaystyle \partial V_{\mathrm {eq} }} umrandete Volumen ist.
Dies steht im Widerspruch mit den Grundannahmen. Der Punkt {\displaystyle \mathbf {r} _{\mathrm {eq} }} kann keine stabile Ruhelage sein, wenn {\displaystyle U(\mathbf {r} )} im Raumgebiet {\displaystyle V_{\mathrm {eq} }\subseteq \mathbb {R} ^{3}} um die Ruhelage {\displaystyle \mathbf {r} _{\mathrm {eq} }\in V_{\mathrm {eq} }}die Laplace-Bedingung {\displaystyle \nabla ^{2}U\leq 0} erfüllt, da dies der notwendigen Bedingung 2 nicht genügt.
Bemerkung:
Dieser Satz bezieht sich auf die Eigenschaften einer Potentialfunktion {\displaystyle U(\mathbf {r} )} in einem Raumgebiet! Es bezieht sich nicht auf eine lokal punktuelle Eigenschaft. So erfüllt z. B. die Potentialfunktion {\displaystyle U(\mathbf {r} )=x^{4}+y^{4}+z^{4}} im lokalen Punkt {\displaystyle \mathbf {r} _{\mathrm {eq} }=\mathbf {0} } die Eigenschaften {\displaystyle -\left.\nabla U\right|_{\mathbf {r} =\mathbf {r} _{\mathrm {eq} }}=\mathbf {0} } und {\displaystyle \left.\nabla ^{2}U\right|_{\mathbf {r} =\mathbf {r} _{\mathrm {eq} }}=0}. Diese lokal punktuellen Eigenschaften genügen jedoch nicht um zu Schlussfolgern ob {\displaystyle \mathbf {r} _{\mathrm {eq} }=\mathbf {0} } instabil ist. Da in diesem Beispiel der Laplace-Operator angewendet auf die Potentialfunktion das positiv definite Ergebnis {\displaystyle \nabla ^{2}U=12(x^{2}+y^{2}+z^{2})} für {\displaystyle \mathbf {r} \in \mathbb {R} ^{3}} liefert, ist die notwendige (Integral-)Bedingung 2 erfüllt und {\displaystyle \mathbf {r} _{\mathrm {eq} }=\mathbf {0} } ist, wie sich durch weitere Untersuchung zeigt, tatsächlich eine stabile Ruhelage. Der Punkt {\displaystyle \mathbf {r} _{\mathrm {eq} }=\mathbf {0} } ist in diesem Beispiel ein Sattelpunkt und ein Minimum.

## Beispiel
Dieses Beispiel verdeutlicht die Aussage des Earnshaw-Theorems. Die Laplacegleichung bzw. die erste Maxwell-Gleichung im quellenfreien Raum lautet:
{\displaystyle \Delta \varphi ={\vec {\nabla }}\cdot {\vec {E}}=0}
Ein einfaches Beispiel für ein hypothetisches Potential {\displaystyle \varphi }, das in allen drei Raumrichtungen ({\displaystyle x}, {\displaystyle y} und {\displaystyle z}) anziehend wäre, lautet:
{\displaystyle \varphi =ax^{2}+by^{2}+cz^{2}}
mit den drei Konstanten a, b, c > 0 (alle drei Konstanten größer Null). Einsetzen in die Laplacegleichung ergibt
{\displaystyle a+b+c=0}
Damit diese Gleichung erfüllt sein kann, muss aber mindestens eine der drei Konstanten kleiner Null sein. Das bedeutet, dass das Potential in mindestens einer der drei Raumrichtungen abstoßend sein muss. Das widerspricht jedoch der Annahme, dass es ein Potential gibt, das in allen drei Raumrichtungen anziehend ist.

## Praktische Bedeutung
In der experimentellen Physik werden Aufbauten benötigt, die Teilchen fangen können. Aufgrund des Earnshaw-Theorems müssen aufwändigere Methoden als quellenlose statische Felder verwendet werden.
Ionen können z. B. durch Verwendung von elektrischen Wechselfeldern in einer Ionenfalle gefangen werden. Ein Beispiel hierfür ist die Paul-Falle. In dieser wirkt auf Ionen (aber auch auf elektrisch neutrale Teilchen wie neutrale Atome oder Neutronen) durch ponderomotorische Kräfte bei kleinen Auslenkungen eine rücktreibende Kraft.
Eine Alternative bilden Aufbauten, die eine negative Raumladungen zum Speichern der Ionen verwenden. Mathematisch gesehen handelt es sich bei der Raumladungen um einen Quellenterm, wodurch das Theorem nicht verletzt wird. Ein Beispiel hierfür ist die Elektronenstrahlionenfalle.